# هاوکر اف.۲۰/۲۷
هاوکر اف. ۲۰/۲۷ (به انگلیسی: Hawker F.20/27) یک هواپیمای ساختِ کارخانهٔ هاوکر ایرکرفت در کشور بریتانیا است. این هواپیما برای نخستین بار در ۱ اوت ۱۹۲۸ میلادی مورد استفاده قرار گرفت.